# Aes Dana
Aes Dana es una banda francesa que mezcla el black metal y celtic metal con el folk metal. Sus letras están basadas tanto en la mitología celta como en la nórdica.

## Biografía
El grupo fue formado en París en 1994 por Taliesin y Amorgen, a los que pronto se les unieron Vidar y Storm. Sacaron su primera demo en 1996, llamada Chroniques du Crepuscule (Crónicas del Crepúsculo en francés). Amorgen deja el grupo por diferencias con los miembros y se incorporan Seth y Milambre. Más tarde Amorgen regresa pero las disputas siguen y esta vez es Storm quien abandona y ocupa su lugar JuanJolocaust. 
En el año 2000 graban un Promo-MCD de 4 canciones, utilizado como promoción para buscar algún sello discográfico, el Promo-MCD es simplemente llamado Aes Dana. Después de esta grabación, Seth deja el grupo para que ocupe su lugar Tilion. En 2001 gracias al Promo-MCD consiguen un contrato discográfico y editan su primer álbum llamado La Chasse Sauvage (La Caza Salvaje); hacen innumerables conciertos y se dedican poco después a la escritura de nuevas canciones. En el 2005 y tras muchísimos problemas con la discográfica, cambian de sello discográfico y editan su segundo CD completo, titulado Formors, editado por el conocido sello underground francés Adipocere Records.
Tras la salida en octubre de 2005 de Formors, Amorgen abandona la formación amigablemente cansada de la actividad de la banda y seis meses después será Taliesin quien tiene que abandonar el país, pero estas dos bajas no impiden a Aes Dana de continuar su camino triunfante dentro del místico camino del celtic black metal y enseguida encuentran en su paso personas suficientementes capacitadas para reemplazar estas figuras míticas de la banda.

## Formación

### Formación actual
- Vidar - vocal (1994 - actualmente)
- Taliesin - guitarra (1994 - 2005, 2008 - actualmente)
- Iréel  - guitarra (2008 - actualmente)
- Myrddin - flauta irlandesa,  bombarda (2005 - actualmente)
- Milambre - bajo (1997 - actualmente)
- Wilfrid Rodel - batería (2011 - actualmente)

### Exintegrantes
- Seth - guitarra (1997 - 2000)
- Tilion - guitarra (2000 - 2008)
- Aegir - guitarra (2005 - 2008)
- Amorgen - flauta irlandesa (1994 - 1997, 1998 - 2004)
- Hades - flauta irlandesa (2005)
- Morgor - ? (? - ?)
- Tomaz Boucherifi-Kadiou - flauta irlandesa, bombarda (? - ?)
- Christophe - bajo (1996 - 1997)
- Storm - batería (1994 - 1999)
- JuanJolocaust - batería (1999 - 2009)

## Discografía

### Álbumes de estudio
- 2001: "La Chasse Sauvage" (Sacral Productions)
- 2005: "Formors" (Oaken Shield)

### EPs
- 1996: "Chroniques du Crepuscule"
- 2000: "Promo CD"